# Trmalova vila
Trmalova vila je patrová stavba v pražských Strašnicích postavená v  letech 1902 až 1903 tehdy jednatřicetiletým Janem Kotěrou pro ředitele veřejné obchodní školy Františka Trmala z Toušic (1866–1945) a jeho ženu Růženu. Nachází se v ulici Vilová 91/11. Jedná se o první pražský realizovaný projekt rodinného domu od Jana Kotěry a jednu z nejvýznamnějších tamních staveb. Vila – jedna z Kotěrových prvních prací – je postavena v duchu anglické moderny, avšak objevují se v ní i prvky české lidové architektury. Součástí objektu je též zahrada s roubenou kůlničkou a prostory pro hospodářská zvířata. Dnes je v budově muzeum Jana Kotěry.

## Dějiny budovy

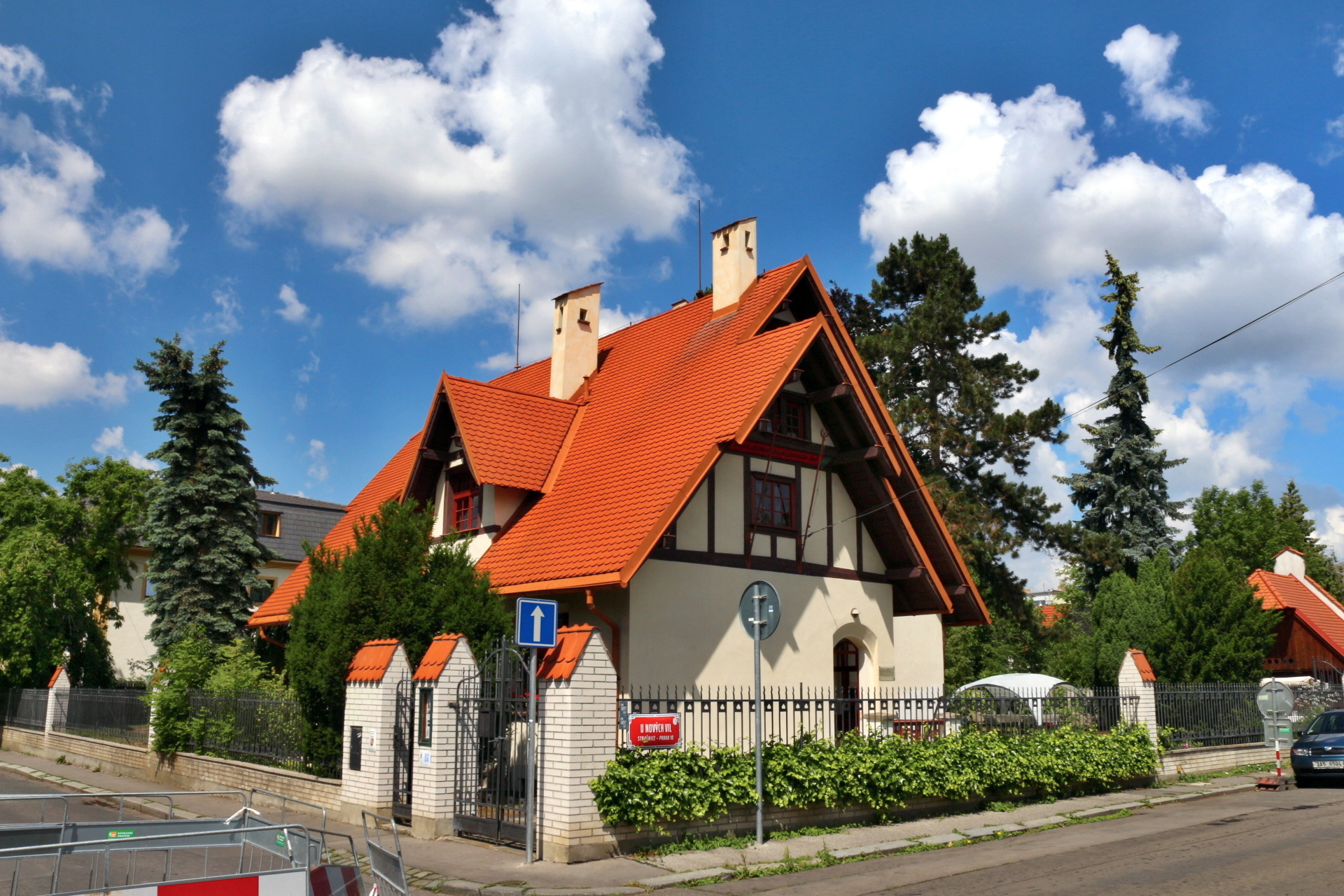
Trmalova vila v roce 2017

Projekt pochází z roku 1902, vila byla dokončena v roce 1903. Již za osm let, roku 1911, ji však František Trmal prodal manželům Wálkovým. V roce 1945 nad budovou byla vyhlášena národní správa a roku 1950 přešla do vlastnictví státu, který zde zřídil kulturní středisko. V té době byla i opatřena nepůvodním červeným nátěrem. Po Sametové revoluci se stává majetkem Městské části Praha 10, avšak docházelo k rychlému chátrání. Na přelomu 20. a 21. století (v letech 1998 až 2001) byla budova zrekonstruována a restaurována a od 1. dubna 1999 je zpřístupněna veřejnosti. V současné době vila slouží jako Kotěrovo centrum – odborné studijní zařízení pro badatele v oblasti architektury bydlení, s malou expozicí přibližující dílo Jana Kotěry.

## Popis budovy

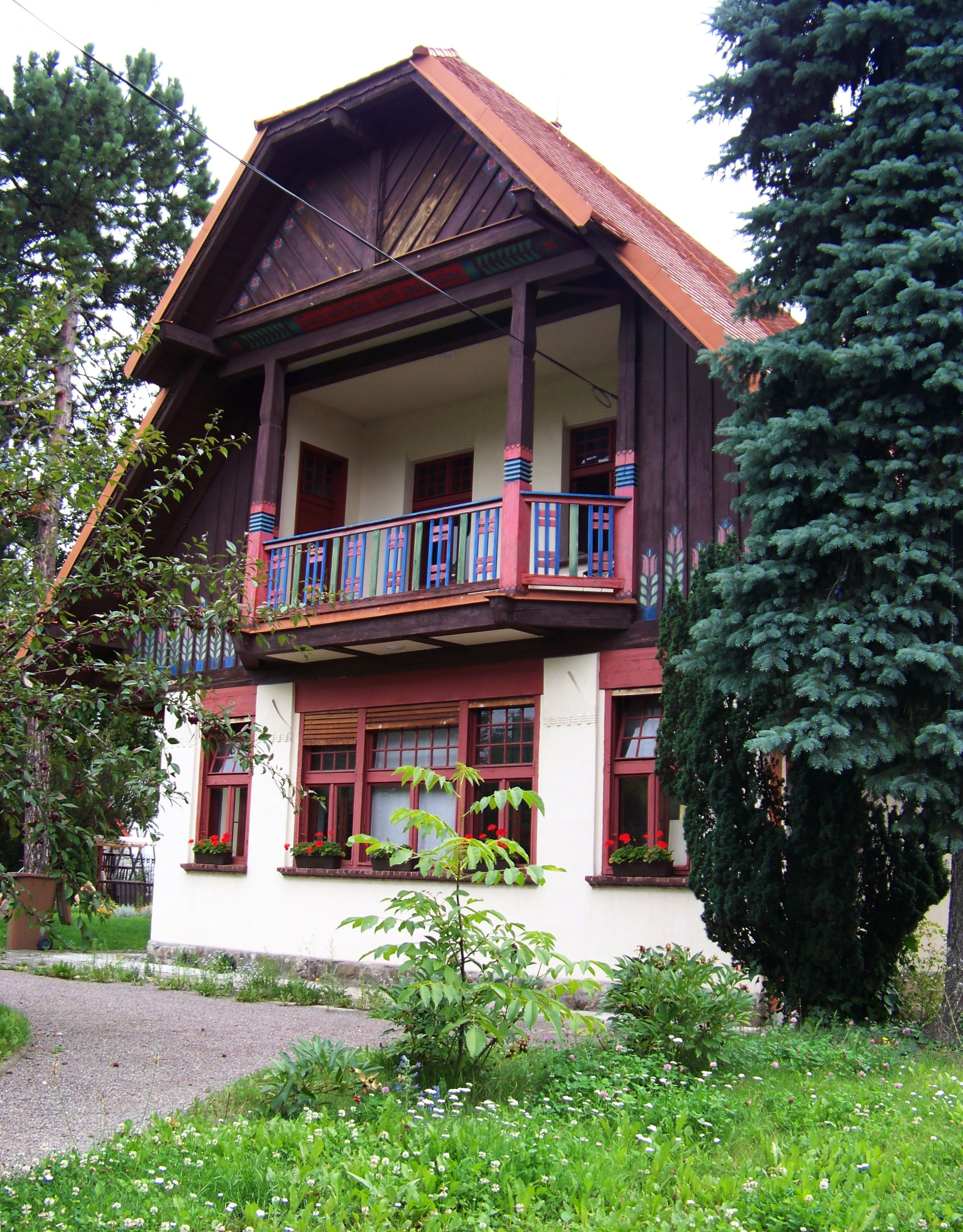
Západní průčelí

Stavba byla postavena na tehdejší periferii města (okolní domy byly vybudovány až po druhé světové válce). Budova je jednopatrová s výraznou střechou. Ta je na průčelí ozvláštněna četnými detaily, arkýři, komíny, hrázděnými štíty a vikýři. Ústředním místem stavby je patrová schodišťová hala, v níž je malovaný trámový strop. V přízemí budovy se nacházela kuchyně s jídelnou, salón a pokoj pro služku. V patře pak dětský pokoj a ložnice.
Architekt vedle domu samotného navrhl i okolní zahradu, do které umístil křivolaké cestičky a okrasné keře. Zahrada byla z budovy dříve přístupná otevřenými verandami, takže s domem vytvářela jeden celek a měla navozovat atmosféru venkovského bydlení. Celý pozemek byl obehnán plaňkovým plotem, který se však již nedochoval.